# Bob Bouber
Bob Bouber, artiestennaam van Boris Blom (Amsterdam, 6 september 1935 – Limmen, 25 augustus 2019), was een Nederlands toneelregisseur, impresario, organisator, acteur en zanger.

## Loopbaan
Bob Bouber werd geboren onder de naam Boris Blom. Hij was een kleinzoon van het toneelechtpaar Herman Bouber (eigenlijk Herman Blom) en Aaf Bouber (eigenlijk Aafje Blom-ten Hoope). Als kind speelde hij in de voorstelling De Jantjes met zijn ouders. Vanaf 1957 voerde hij met hun toestemming eveneens de artiestennaam Bouber.  Hij was eind jaren vijftig enkele jaren als doelverdediger voor BVC Amsterdam en DWS/A actief in de Eredivisie. 
In 1958 richtte Bouber de Cabaretschool op, die in 1960 werd ondergebracht in de Stichting Akademie voor Kleinkunst. In deze eerste jaren kregen onder andere Martin Brozius, Rob de Nijs, Frans Halsema en Jasperina de Jong een opleiding op de academie. Bouber was er tot 1963 directeur.
Eind 1962 richtte hij, samen met onder meer Jan de Hont, de beatband ZZ en de Maskers op, die zijn doorbraak kende met het nummer Dracula. Later scoorde de band nog hits met het instrumentale nummer La comparsa, en met Ik heb genoeg van jou waarvoor de groep een Edison werd toegekend. Eind 1965 had de band Het een hit met het door Bouber geschreven en geproduceerde nummer Ik heb geen zin om op te staan. In 1966 ging ZZ en de Maskers met ruzie uit elkaar.
Bouber bleef tot in de jaren zeventig actief in de populaire muziek en speelde in 1974 nog de hoofdrol Jan van Holland in Willy van Hemerts tv-drama Dynastie der kleine luyden. Zijn grootste solohit was "Voor niets", dat in 1976 een derde plaats op de hitlijst haalde. Ook bekend zijn de nummers Nog wel bedankt en Ik wil me Donaldukkie, wat een vrije bewerking van They're Coming to Take Me Away, Ha-Haaa! van Napoleon XIV was.
Vanaf de jaren zeventig was Bouber met danseres Maria More (ook bekend als Maria Moreno, en met wie hij een relatie had tot het eind van zijn leven) actief als producent, choreograaf en bedenker van diverse danstheaterproducties en (jazz)balletten, onder meer voor de Efteling en de Gala of the Year-concerten van Lee Towers. Tevens richtte hij met haar de Academie voor Jazzdansers op, dat later onderdeel werd van de Amsterdamse Hogeschool voor de Kunsten. In 1987 werd Bouber getroffen door een herseninfarct en werkte na die tijd voornamelijk achter de schermen aan dansproducties.
In 1999 trok Bouber zich terug uit de openbaarheid. Hij overleed twintig jaar later op 83-jarige leeftijd in het Noord-Hollandse Limmen.

## Discografie

### Singles
| Single met eventuele hitnotering(en) in de Nederlandse Top 40 | Datum van verschijnen | Datum van binnenkomst | Hoogste positie | Aantal weken | Opmerkingen                         |
| ------------------------------------------------------------- | --------------------- | --------------------- | --------------- | ------------ | ----------------------------------- |
| Ik weet nog goed                                              | 1968                  | 15-06-1968            | tip11           | -            |                                     |
| Ik wil me Donaldukkie                                         | 1969                  | 15-02-1969            | tip3            | -            |                                     |
| Voor niets                                                    | 1976                  | 12-06-1976            | 3               | 8            | nr. 4 in Single Top 100 Alarmschijf |
| De telefoon huilt mee                                         | 1977                  | 26-02-1977            | tip10           | -            |                                     |